# Táctica militar
La táctica militar es la parte de la estrategia militar que trata sobre el empleo de los medios de acción en la coronación de una campaña o la derrota del enemigo. Se refiere a la actuación de los mandos y sus tropas en relación con el enemigo existente y con las misiones a su cargo; por tanto la táctica conduce y guía las operaciones de los ejércitos o de una parte de ellos. Cuando llega el momento del choque o enfrentamiento bélico, lo que la estrategia militar concibe, la táctica militar lo prosigue y pone en práctica, lo ejecuta, si puede ser con celeridad y sigilo, y debe hacer entrar la táctica militar en sus múltiples combinaciones. Considera los accidentes del terreno, los obstáculos que conviene oponer el movimiento y la visibilidad , o los abrigos que es oportuno utilizar, a favor de los ríos, riberas, bosques, etcétera. Así pues, la táctica militar es una acción y la estrategia es el diseño y una serie de movimientos preparatorios. La táctica militar es la ciencia de hacer obrar la fuerza en circunstancias dadas. Puede ser uno un buen táctico, sin ser buen estratega, y viceversa. La táctica requiere como mínimo del análisis del enemigo, de las condiciones tanto ambientales como geográficas del escenario de la escaramuza.
Por otra parte, los obstáculos pueden impedir que el ritmo de avance de las unidades sea el mismo y que el campo de visión de las mismas sea efectivo en el desarrollo de sus operaciones son las armas las que más inmediatamente imprimen innovaciones y progreso a la táctica militar, como se comprueba con algunos ejemplos históricos:
- La táctica de Grecia cambia cuando Filípo II de Macedonia modifica la armadura y el armamento.
- Roma conquista por su capacidad de asimilar y mejorar sus armas y tácticas procedentes de otros pueblos. Donde había una superioridad, aunque fuera del enemigo, era examinada y puesta en práctica. Ningún otro pueblo preparó la guerra con mayor prudencia ni la hizo con mayor audacia y fortuna (Antoine La Roche Aymon, en su obra en 4 tomos de historia militar).
- Los íberos resisten con su espada hasta que los romanos la adoptan.
- Los mismos romanos, ya en su periodo de decadencia en tiempos de Graciano, se desnudan de sus armas defensivas (José Almirante, en su Diccionario militar) y son sojuzgados por tribus bárbaras.
- El feudalismo se sostiene por negar el señor feudal la armadura y el caballo al villano.
- La aparición de la pólvora trastorna las anteriores bases históricas de la táctica, y la introducción de las armas de fuego hizo abandonar progresivamente el uso de las armaduras, ya bastante en desuso debido a los arcos largos galeses, que después se quiso restablecer inútilmente, ya que una bala disparada hería con igual peligro al noble o señor feudal que al villano o plebeyo sobre el campo de batalla.
- Ya Dietrich Heinrich von Bülow a finales del siglo XVIII y principios del siglo XIX dividió el "arte de la guerra" en cinco principales partes: estrategia militar, táctica, logística, táctica de las armas, arte del ingeniero.

## Historia
La táctica tiene orígenes tan remotos como la guerra. En libros sagrados de la India se pueden hallar los primeros rudimentos tácticos, que se evidencian después en Egipto y se perfeccionan con la falange macedonia. Estos conocimientos llegan a su cenit en la antigüedad con la legión romana y sus tres líneas: Velítes (infantería ligera), Hastati y Princeps, y Triari (los veteranos). Tanto en la falange griega como la legión romana, el peso de los combates los soportaba la infantería, teniendo la caballería un papel secundario. Fue preciso que llegase un periodo de decadencia para que los terribles escuadrones de la caballería de los bárbaros asolaran a Roma, adquiriendo la caballería la preponderancia que antes tenían los combatientes a pie o soldados de infantería.

### Edad Media
Durante la época medieval el cuerpo armado fundamental para conseguir la victoria batallando es la caballería, y la reunión de hombres para la guerra se denomina hueste, fonsadera, mesnada (la palabra ejército que sustituye a estas se consolida a partir del siglo XVI) y algunas tácticas eran: haz, lid, algara, algaradas y correrías.
En el año 711 aparecen en España, con la irrupción de los árabes, el antiguo jinete númida, y tal importancia tenía la caballería de las tropas invasoras que en realidad podía calificarse como arma prácticamente integrante de todo el ejército, formado casi exclusivamente por combatientes a caballo.
Generalmente el infante o peón era desdeñado a un puesto secundario, bien que a veces pugnaban por prevalecer los principios del Arte Militar cuando aparecieron guerreros dotados de las selectas condiciones que adornaban a la milicia almogávar y vigorosa infantería concejil, capaces de moderar el instinto avasallador de la caballería cristiana de la Reconquista, aunque eso no bastó para resucitar la influencia de la infantería como en la Antigüedad.
Al aumentar el poder de los reyes, la propiedad y la vida estuvieron menos amenazados; la caballería, por tanto, empezó a perder su influencia y prestigio. El uso de la pólvora cambió la forma de la guerra, ya que las armas de fuego alejaron a los combatientes y dieron la ventaja a la disciplina y táctica. La caballería perdió su superioridad en los campos de batalla y la armadura de hierro, el duro aprendizaje y el ciego ímpetu fueron inútiles y peligrosos.
Los reyes formaron ejércitos permanentes más dóciles y mejor organizados que la anterior nobleza belicosa, que en Francia desaparece con Bayardo y en España los Reyes Católicos y el Cardenal Cisneros acabaron con las últimas resistencias de esos señores feudales.
La caballería trabajaba para la tranquilidad pública, fomentó la galantería de las costumbres y humanizó los horrores de la guerra, pero los sentimientos que eran el alma de la institución: la piedad, el valor o la pasión amorosa, degeneraron muy a menudo en supersticiones y galantería pueril. Cuando la caballería se hizo muy poderosa, fue una rémora para el progreso de las naciones (en España retrasaron el fin de la Reconquista por sus luchas intestinas y alzamientos contra los reyes).
Como excepciones a la caballería como cuerpo armado dominante en la suerte de las batallas hay que citar lo siguiente:
- Flamencos.
- Infantería mercenaria suiza con sus batallones de erizadas picas en formación de falange.
- Arqueros ingleses.
- Lansquenetes alemanes con sus lanzas o alabardas.

### Edad Moderna
Al llegar el Renacimiento, adviene otra vez la infantería tipo falange o legión de soldados a pie como arma fundamental en alcanzar la victoria combinándose la pica y las armas de fuego, como el arcabuz o mosquete. Después toma el arte nuevos aires, denominándose "arte de escuadronar" que prescribía formaciones, combinaciones de filas e hileras, pero no daba reglas fijas para pasar una a otras, para evolucionar al compás, reinando cierta anarquía con resultados en ocasiones no uniformes y en el que el escuadrón durante los siglos XVI y XVII fue en las fuerzas españolas (Tercios) el cuerpo maniobrero, la unidad móvil, la columna de combate. En este tipo de tácticas destaca España durante gran parte de este periodo, con sus famosos "Tercios", en los que se situaban formaciones de piqueros con compañías de mosqueteros situados a los flancos y entre las formaciones.
La caballería en la Edad Moderna regresa al puesto que tenía en Grecia y Roma, un papel más secundario, ya que la infantería es la que soportaba de nuevo como en la Antigüedad el peso de las batallas. Pero no por ello deja de ser la caballería arma indispensable en la constitución de los ejércitos, teniendo una importancia más o menos extensa según los progresos y alteraciones que se realizan en el arma y modo de combatir. En el siglo XVII Gustavo II Adolfo, Turena y Condé hicieron de la caballería excelentes aplicaciones en los campos de batalla. En el siglo XVIII alcanzó gran esplendor la caballería con Federico II de Prusia.

### Edad Contemporánea
Esta última táctica revolucionaria del cuerpo de infantería de 1792 a 1796 fue adoptada y regularizada por Napoleón I. La táctica militar napoleónica de obrar en el campo de batalla era la siguiente:
- Según Luis Blanc:
  - Centro de unidad a las divisiones
  - Formando cuerpos de ejércitos de dos o tres de ellos
  - Con sus correspondientes Reservas
  - Otra enorme Reserva en las manos del general en jefe
  - Se trataba en las batallas de lo siguiente:
    - Sorprender o arrollar un ala
    - Descomponer el centro enemigo

  - Una batalla era similar a un sitio de pocas horas por lo siguiente:
    - En un primer periodo los cazadores y la artillería trataban de apagar los fuegos y reconocer el terreno del enemigo (lo que equivalía en un sitio el abrir una 1.ª paralela)
    - Apoderarse de cualquier punto importante y la reserva de artillería abría brecha en el punto determinado del punto de batalla
    - Las columnas penetraban por la brecha
    - La caballería completaba el éxito, desordenando los cuerpos todavía firmes e impidiendo rehacerse a los desordenados.
    - Todo esto se dio en las batallas de Austerlitz, Jena, Friedland, Wagram, Moscú, Lützen, Dresde y Leipzig.

En cuanto a la caballería en tiempos de Napoleón I, fue manejada con habilidad por Murat, Kellermam y Lasalle, siendo el Marengo en la caballería el principal medio empleado para arrancar a los austriacos una victoria que estos últimos creían asegurada.
Las principales formaciones de infantería en la época napoleónica eran tres: columna, fila y cuadro.
- La columna era útil para avanzar rápidamente. Su potencia de fuego era menor debido a que únicamente las primeras filas podían disparar
- La fila era útil para mantener un terreno y aumentar la potencia de fuego. Al poder disparar todos los soldados, en una única salva o varias, su poder era mayor.
- Cuadro era útil para frenar las cargas de caballería. Se formaba un cuadro con dos filas, la primera de rodillas y la segunda de pie, calando bayonetas. Los caballos no podían atravesar esta formación.

#### Sistema inglés
- 1.ª línea, la mitad en la ladera
- 2.ª línea en la cima
- Cazadores en la base
- Artillería en el anfiteatro
- Caballería disponible pero cubierta
- Orden delgado y en dos filas
- Con este orden hasta cargaban a bayoneta y la columna era excepción
- Ponían a la Austria antigua en su 1.ª línea
- La 2.ª línea en vez de estar en la cima y al borde se situaba detrás, invisible al enemigo que en vano intentaba reconocerla
- Esta línea estaba fresca, cuando las columnas cansadas, diezmadas y desordenadas del enemigo lograban tomar altura, haciendo entonces una descarga a quemarropa y bajando a la carga con la bayoneta.
- La caballería completaba el desorden, bajo su protección y la de la 2.ª línea se reorganizaba la 1.ª línea, arrollada por la perseverancia y valor del agresor. Esto trajo problemas a la furia francesa y tradición republicana.

#### sigloXX
La Segunda Guerra Mundial hizo dar un gran salto tecnológico en el campo militar, obligado para cada país involucrado en el conflicto. Esto se traduce en mejoras de todo tipo de máquinas de guerra. En el campo de la aviación, los cazas se convierten en más rápidos y resistentes, a los que se les incluyen los primeros y más básicos misiles, bombas de mayor poder destructivo, sin olvidar los sistemas tecnológicos de aviación con radar.
En el campo terrestre, se mejoran los carros de combate blindados y sus modos de empleo, más manejables y fiables, y con constantes mejoras en cadencia de fuego y alcance.
Las armas de las tropas de infantería empiezan a automatizarse (exceptuando algunos rifles de francotirador de cerrojo, que usan ese sistema que ayuda a ganar en precisión, también los hay automáticos como el SVD o Dragunov ruso); en los rifles de asalto se incorporan mejoras tecnológicas interiores, para prevenir su encasquillamiento, y mejoras exteriores, como tamaños más compactos o componentes adicionales como miras telescópicas de precisión y silenciadores.
En la guerra moderna ya no se emplea el estereotipo de guerra convencional, de un ejército en su totalidad contra otro, sino que se usan más unidades pequeñas, bien entrenadas, capaces de hacer el mismo trabajo de forma más limpia y eficaz, que darán paso a que después puedan intervenir las tropas de infantería, siempre apoyadas por blindados, morteros o aviación.

## Táctica naval
Se da este nombre al arte que enseña la posición, ataque y defensa de dos o más buques de guerra que forman cuerpo, división o escuadra, haciéndoles pasar de un orden a otro y evolucionar con todas las circunstancias de su navegación, con toda la ventaja posible respecto del enemigo. La exactitud de los movimientos dependen de la fácil inteligencia y pronta ejecución de las señales que sirven para indicarlos, según las intenciones del almirante o jefe que los dirige.

## Tácticas de armas combinadas
La sincronización de las distintas armas de combate para lograr la misión táctica se conoce como táctica de armas combinadas. Un método para medir la eficacia táctica es el grado en que las armas, incluida la aviación militar, están integradas en el campo de batalla. Un principio clave de las tácticas efectivas de armas combinadas es que, para alcanzar el máximo potencial, todos los elementos de los equipos de armas combinadas necesitan el mismo nivel de movilidad y suficiente potencia de fuego y protección. La historia del desarrollo de tácticas de armas combinadas ha estado plagada de lecciones costosas y dolorosas. Por ejemplo, mientras que los comandantes alemanes en la Segunda Guerra Mundial comprendieron claramente desde el principio el principio clave de las tácticas de armas combinadas esbozado anteriormente, los comandantes británicos se dieron cuenta tarde. Las tácticas exitosas de armas combinadas requieren que las armas combatientes se entrenen juntas y estén familiarizadas con las capacidades de cada una.

## Impacto del poder aéreo
A partir de las últimas etapas de la Primera Guerra Mundial, el poder aéreo ha supuesto un cambio significativo en las tácticas militares. La Segunda Guerra Mundial vio el desarrollo de apoyo aéreo cercano que mejoró enormemente el efecto de las fuerzas terrestres con el uso de potencia de fuego aérea y un mejor reconocimiento táctico y la interdicción del poder aéreo hostil. También hizo posible el suministro de fuerzas terrestres por aire, logrado por los británicos durante la campaña de Birmania pero fracasado para los alemanes en la batalla de Stalingrado. Después de la Segunda Guerra Mundial, los aviones de ala giratoria tuvieron un impacto significativo en la potencia de fuego y la movilidad, y constituyeron un arma de combate por derecho propio en muchos ejércitos. Las aeronaves, en particular las que operan a altitudes bajas o medias, siguen siendo vulnerables a los sistemas de defensa aérea terrestres, así como a otras aeronaves.
Las operaciones con paracaídas, planeadores y aviones de ala giratoria han proporcionado una movilidad significativa a las fuerzas terrestres, pero la reducida movilidad, protección y potencia de fuego de las tropas enviadas por aire una vez aterrizadas ha limitado la utilidad táctica de tales operaciones de envolvimiento vertical o asalto aéreo. Esto quedó demostrado durante la Operación Market Garden en septiembre de 1944, y durante la guerra de Vietnam, en este último caso a pesar de la potencia de fuego adicional proporcionada por los helicópteros artillados y la capacidad de retirar rápidamente a las víctimas, proporcionada por la evacuación aeromédica.